# Сузір'я (концерн)
Концерн Сузір'я (рос. Созвездие) — підприємство радіоелектронного комплексу Росії, що спеціалізується на розробці та виробництві комплексів, систем та засобів зв'язку для Збройних Сил Російської Федерації та інших спецформувань, а також продукції подвійного та цивільного призначення. Концерн «Сузір'я» об'єднує 20 підприємств з 11 регіонів Росії. Головний офіс розташований у Воронежі. Входить до об'єднаного холдингу «Роселектроніка» Держкорпорації «Ростех». Мінпромторгом Росії концерн «Сузір'я» внесено до Реєстру провідних підприємств радіоелектронної галузі країни.

## Завод «Алмаз»
ВАТ «Алмаз» — російське підприємство в місті Ростов-на-Дону, виробник радіотехнічної апаратури. 2006 року увійшло до складу Концерну «Сузір'я».
Завод заснований 1968 року як Ростовський телефонний завод у складі Міністерства радіопромисловості СРСР. Розташований у місті Ростов-на-Дону. 1974 року підприємство перейменовано на "Ростовський завод «Алмаз», а 1980 року переведено до складу Міністерства промисловості засобів зв'язку. З 1991 року підприємство працювало як ФДУП «Алмаз».